# Harald Herdal
Harald Bønnelykke Herdal (født Harald Bønnelykke Nielsen – navneforandring 1923; 1. juli 1900 i København – 28. december 1978 i København) var en dansk forfatter. Herdal begyndte tidligt at skrive, men havde som ung selvlærd proletardigter svært ved at gøre sig gældende i det borgerlige kulturliv. 
Harald Herdal debuterede i 1929 med digtsamlingen Nyt sind, men det var som prosaforfatter, han blev kendt. I sine romaner beskriver han de fattigstes kår og dagligdagens trøstesløshed, som han – i modsætning til andre kommunistiske forfattere – kendte indgående, og han søgte at tale det ubevidste proletariats sag.  Hovedmotiverne i hans forfatterskab er fattigdommen, det glædesløse slid og arbejdsløsheden med de psykisk nedbrydende virkninger, beskrevet med vrede og frustration over det bestående samfund.
Han var 1923-1927 gift med Karen Alexandra Kristensen, 1931-1947 (ægteskab opløst) med Elle Hoffmann, 1949-1975 (ægteskab opløst) med forfatterinde Ditte Cederstrand (separeret 1958, ægteskab opløst 1975) og fra 1975 med Hjørdis Hessel. Harald Herdal ligger begravet på Bispebjerg Kirkegård.

## Priser og legater
- 1938 Henrik Pontoppidans mindefonds legat
- 1939  Emma Bærentzens Legat
- 1939  Det anckerske Legat
- 1942  Astrid Goldschmidts Legat
- 1942  Frøken Suhrs Forfatterlegat
- 1942  Otto Benzons Forfatterlegat
- 1946  Martin Andersen Nexø Legatet
- 1947  Jeanne og Henri Nathansens Fødselsdagslegat
- 1948  Gyldendals Boglegat
- 1952  Tørsleff & Co.s litterære Hæderslegat
- 1956 Herman Bangs Mindelegat
- 1962  Thit Jensens Forfatterlegat
- 1965  Otto Rungs Forfatterlegat
- 1968 Statens Kunstfond. Engangsydelse
- 1969  Statens Kunstfond. Engangsydelse
- 1971  Statens Kunstfond. Engangsydelse
- 1972 Herman Bangs Mindelegat
- 1974 Emil Aarestrup Medaillen